# Maciej z Wąsosza
Maciej Pałuka z Wąsosza (z Wąsoszy - de Wanssose) herbu Topór (ur. ok. 1360, zm. 1423/1424) – rycerz polski, wojewoda kaliski, podkomorzy i sędzia kaliski, dyplomata.

## Życiorys
Urodził się ok. 1360 w rycerskiej rodzinie herbu Pałuki jako syn Świętosława z Wąsosza. Karierę polityczną rozpoczął u boku stryja Sędziwoja z Szubina, wojewody kaliskiego, w 1383 został podkomorzym kaliskim. W 1384 wyjechał razem Sędziowojem, z poselstwem na dwór węgierski. Podczas tej wyprawy, był więziony w Zadarze. Od 1400 pełnił funkcję sędziego ziemskiego kaliskiego, a po śmierci stryja (1406) został mianowany wojewodą kaliskim.
Jego zdolności dyplomatyczne wykorzystywał Jagiełło, szczególnie w stosunkach z Zakonem Krzyżackim. Maciej brał udział w rokowaniach o przyłączenie do Polski Nowej Marchii, mediował z braćmi von Osten w sprawie wykupu Drezdenka.
W 1409 był członkiem poselstwa do wielkiego mistrza zakonu Ulricha von Jungingena, które przesądziło o wybuchu wojny. Nie brał udziału w wyprawie grunwaldzkiej, dowodził w tym czasie pospolitym ruszeniem w Krajnie, w lipcu 1410 prowadził działania wojenne na Pomorzu, 13 lipca poniósł klęskę w starciu z Krzyżakami, którymi dowodził Michał Küchmeister. Jesienią 1410 gościł w Szubinie króla Jagiełłę wraz z dworem. Podpisał pokój toruński 1411 roku. W 1412 mediował z mistrzem krzyżackim Plauenem, rokowania dotyczyły zastawu Nowej Marchii Polsce. Był sygnatariuszem aktu unii horodelskiej 1413 roku. W 1414 był w świcie Jagiełły podczas zjazdu z wielkim mistrzem Küchmeisterem, wziął czynny udział w wojnie zakonem w tym samym roku. Jego podpis i pieczęć widnieją pod aktami pokoju z zakonem w latach 1414, 1416, 1418. W 1419 poprowadził poselstwo do Malborka, potem wziął udział w kolejnej wojnie z krzyżakami. Był sygnatariuszem pokoju mełneńskiego 1422 roku. W 1423 odbierał w imieniu króla zamek Drahim.
Maciej był właścicielem rodowego Wąsosza, w spadku po Sędziwoju z Szubina otrzymał Czerniejewo, od 1404 był starostą ujskim.
Z żony Krystyny synowie Maciej i Wojciech.

Zmarł między 24 października 1423 a 27 lutego 1424.